# Cervélo Lifeforce Pro Cycling Team
Cervélo Lifeforce Pro Cycling Team is een voormalige Zwitserse dameswielerploeg. De ploeg is in 2005 opgericht als het Univega Pro Cycling Team. In 2009 en 2010 heette het team Cervélo TestTeam en in 2011 Garmin-Cervélo. Na dit seizoen werd de ploeg opgeheven. Zes van de tien rensters gingen in 2012 verder bij AA Drink-leontien.nl.

## Teamleden

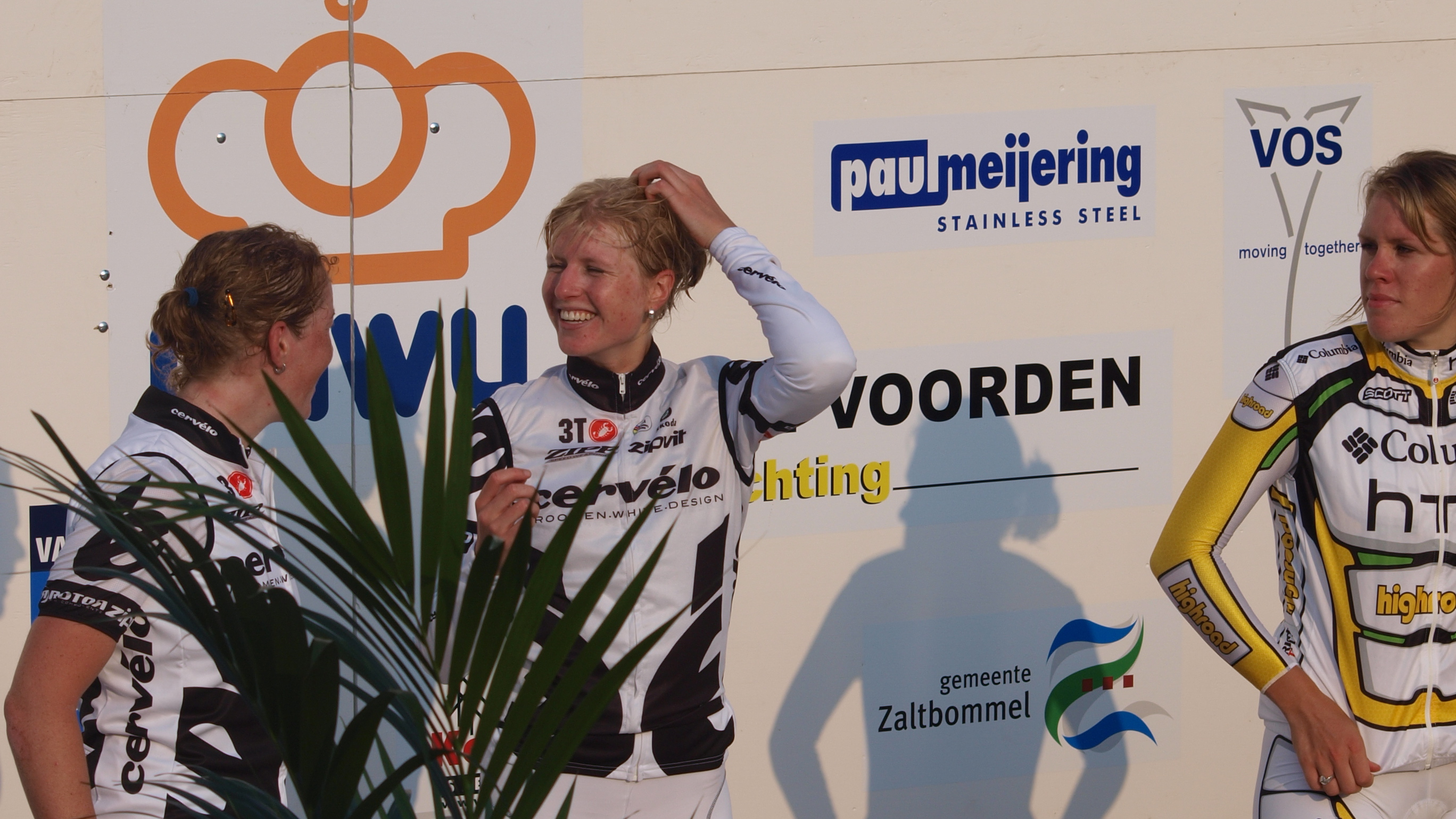
Kirsten Wild (l) en Regina Bruins (m) werden resp. 2e en 1e tijdens het Nederlands kampioenschap tijdrijden in 2009.

### Ploeg 2008
| Naam               | Geboortedatum | Nationaliteit    |
| ------------------ | ------------- | ---------------- |
| Kristin Armstrong  | 11-08-1973    | Verenigde Staten |
| Angela Betschart   | 22-07-1981    | Zwitserland      |
| Cécile Dietschy    | 20-05-1983    | Zwitserland      |
| Priska Doppmann    | 10-05-1971    | Zwitserland      |
| Sarah Düster       | 10-07-1982    | Duitsland        |
| Corinne Obergruber | 13-07-1982    | Zwitserland      |
| Emma Rickards      | 17-11-1973    | Australië        |
| Carla Ryan         | 21-09-1985    | Australië        |
| Pascale Schnider   | 18-10-1984    | Zwitserland      |
| Patricia Schwager  | 06-12-1983    | Zwitserland      |
| Christiane Soeder  | 15-01-1975    | Oostenrijk       |
| Sabrina Teucher    | 22-12-1982    | Zwitserland      |
| Karin Thürig       | 04-07-1972    | Zwitserland      |
| Marija Tomic       | 23-06-1987    | Zwitserland      |

### Ploeg 2009
| Naam              | Geboortedatum | Nationaliteit       |
| ----------------- | ------------- | ------------------- |
| Kristin Armstrong | 11-08-1973    | Verenigde Staten    |
| Regina Bruins     | 07-10-1986    | Nederland           |
| Lieselot Decroix  | 12-05-1987    | België              |
| Sandra Dietel     | 07-09-1983    | Duitsland           |
| Sarah Düster      | 10-07-1982    | Duitsland           |
| Claudia Häusler   | 17-11-1985    | Duitsland           |
| Emma Pooley       | 03-10-1982    | Verenigd Koninkrijk |
| Carla Ryan        | 21-09-1985    | Australië           |
| Pascale Schnider  | 18-10-1984    | Zwitserland         |
| Patricia Schwager | 06-12-1983    | Zwitserland         |
| Christiane Soeder | 15-01-1975    | Oostenrijk          |
| Elodie Touffet    | 17-02-1980    | Frankrijk           |
| Kirsten Wild      | 15-10-1982    | Nederland           |

### Ploeg 2010
| Naam                 | Geboortedatum | Nationaliteit       |
| -------------------- | ------------- | ------------------- |
| Elizabeth Armitstead | 18-12-1988    | Verenigd Koninkrijk |
| Emilie Aubry         | 16-02-1989    | Zwitserland         |
| Charlotte Becker     | 19-05-1983    | Duitsland           |
| Regina Bruins        | 07-10-1986    | Nederland           |
| Lieselot Decroix     | 12-05-1987    | België              |
| Sarah Düster         | 10-07-1982    | Duitsland           |
| Sharon Laws          | 07-07-1974    | Verenigd Koninkrijk |
| Claudia Häusler      | 17-11-1985    | Duitsland           |
| Mirjam Melchers      | 26-09-1975    | Nederland           |
| Emma Pooley          | 03-10-1982    | Verenigd Koninkrijk |
| Carla Ryan           | 21-09-1985    | Australië           |
| Patricia Schwager    | 06-12-1983    | Zwitserland         |
| Iris Slappendel      | 18-02-1985    | Nederland           |
| Kirsten Wild         | 15-10-1982    | Nederland           |

### Ploeg 2011
| Naam                 | Geboortedatum | Nationaliteit       |
| -------------------- | ------------- | ------------------- |
| Elizabeth Armitstead | 18-12-1988    | Verenigd Koninkrijk |
| Noemi Cantele        | 17-07-1981    | Italië              |
| Jessie Daams         | 28-05-1990    | België              |
| Sharon Laws          | 07-07-1974    | Verenigd Koninkrijk |
| Lucy Martin          | 05-05-1990    | Verenigd Koninkrijk |
| Emma Pooley          | 03-10-1982    | Verenigd Koninkrijk |
| Alexis Rhodes        | 01-12-1984    | Australië           |
| Carla Ryan           | 21-09-1985    | Australië           |
| Trine Schmidt        | 03-06-1988    | Denemarken          |
| Iris Slappendel      | 18-02-1985    | Nederland           |

## Overwinningen

### Klassementen
2008
 Eindklassement La Grande Boucle Féminine, Christiane Soeder
2009
 Eindklassement Ladies Tour of Qatar, Kirsten Wild
 Eindklassement Tour de l'Aude, Claudia Lichtenberg
 Eindklassement Tour du Grand Montréal, Kirsten Wild
 Eindklassement La Grande Boucle Féminine, Emma Pooley
 Eindklassement Giro Donne, Claudia Lichtenberg
 Eindklassement Tour de l'Ardèche, Kristin Armstrong
2010
 Eindklassement Ladies Tour of Qatar, Kirsten Wild
 Eindklassement Tour de l'Aude, Emma Pooley
 Eindklassement Emakumeen Bira, Claudia Lichtenberg
 Eindklassement Rabo Ster Zeeuwse Eilanden, Kirsten Wild
 Eindklassement Giro del Trentino, Emma Pooley
2011
 Eindklassement Tour de l'Ardèche, Emma Pooley

### Eendagswedstrijden
2006
Waalse Pijl, Nicole Cooke
2007
Trofeo Alfredo Binda, Nicole Cooke
Ronde van Vlaanderen, Nicole Cooke
2008
Open de Suède Vårgårda, ploegentijdrit
Ronde van Drenthe, Kristin Armstrong
2009
Open de Suède Vårgårda, ploegentijdrit
GP Plouay, Emma Pooley
2010
Open de Suède Vårgårda, ploegentijdrit
Open de Suède Vårgårda, Kirsten Wild
Waalse Pijl, Emma Pooley
GP Plouay, Emma Pooley
GP Elsy Jacobs, Emma Pooley
Ronde van Gelderland, Kirsten Wild
2011
Trofeo Alfredo Binda, Emma Pooley

## Kampioenschappen
2005
 Wereldkampioen tijdrijden, Karin Thurig
 Frans kampioen tijdrijden, Edwige Pitel
 Oostenrijks kampioen tijdrijden, Christiane Soeder
 Zwitsers kampioen op de weg, Sereina Traschel
2006
 Brits kampioen op de weg, Nicole Cooke
 Nieuw-Zeelands baankampioen (puntenkoers), Joanne Kiesanowski
 Oostenrijks kampioen op de weg, Christiane Soeder
 Oostenrijks kampioen tijdrijden, Christiane Soeder
2007
 Brits kampioen op de weg, Nicole Cooke
 Nieuw-Zeelands baankampioen (puntenkoers), Joanne Kiesanowski
 Oostenrijks criterium kampioenschap, Christiane Soeder
 Oostenrijks kampioen tijdrijden, Christiane Soeder
 Zwitsers kampioen op de weg, Sereina Traschel
 Zwitsers klimkampioenschap, Priska Doppmann
2008
 Olympisch kampioen tijdrijden, Kristin Armstrong
 Oostenrijks criterium kampioenschap, Christiane Soeder
 Zwitsers kampioen tijdrijden, Karin Thürig
2009
 Wereldkampioen tijdrijden, Kristin Armstrong
 Australisch kampioen op de weg, Carla Ryan
 Australisch kampioen tijdrijden, Carla Ryan
 Brits kampioen tijdrijden, Emma Pooley
 Nederlands kampioen tijdrijden, Regina Bruins
 Oostenrijks kampioen op de weg, Christiane Soeder
 Oostenrijks kampioen tijdrijden, Christiane Soeder
2010
 Wereldkampioen tijdrijden, Emma Pooley
 Brits kampioen op de weg, Emma Pooley
 Brits kampioen tijdrijden, Emma Pooley
 Duits kampioen op de weg, Charlotte Becker
 Duits baankampioen (achtervolging), Charlotte Becker
 Nederlands baankampioen (puntenkoers), Kirsten Wild
 Zwitsers kampioen op de weg, Emilie Aubry
2011
 Australisch kampioen op de weg, Alexis Rhodes
 Brits kampioen op de weg, Lizzie Armitstead
 Brits baankampioen (puntenkoers), Lizzie Armitstead
 Brits baankampioen (scratch race), Lizzie Armitstead
 Italiaans kampioen op de weg, Noemi Cantele
 Italiaans kampioen tijdrijden, Noemi Cantele